# وژیتهلا
وژیتهلا (به انگلیسی: Vazhithala) یک زیستگاه انسانی در هند است که در Idukki district واقع شده‌است.